# Park Drive 2000 1972 – Spring
Das Park Drive 2000 1972 – Spring war eine Snooker-Liga im Rahmen der Saison 1971/72, die im Frühjahr 1972 an verschiedensten Orten im Vereinigten Königreich ausgetragen wurde. Sieger wurde zum zweiten Mal John Spencer, der im Finale Alex Higgins besiegte. Higgins gelang im Gegenzug mit einem 102er-Break das höchste Break des Turnieres.

## Preisgeld
Erneut sponserte Park Drive, eine Marke der Gallaher Group, ein Preisgeld von 2.000 Pfund Sterling, von dem wieder 750 £ an den Sieger gingen.
|           | Preisgeld |
| --------- | --------- |
| Sieger    | 750 £     |
| Finalist  | 550 £     |
| Platz 3   | 400 £     |
| Platz 4   | 300 £     |
| Insgesamt | 2.000 £   |

## Turnierverlauf
Auch wenn wieder vier Spieler am Turnier teilnahmen, gab es erneut eine Änderung im Teilnehmerfeld, denn Alex Higgins ersetzte Rex Williams. Der Turniermodus blieb gleich: Man spielte ein dreifaches Rundenturnier aus, was hieß, dass jeder der vier Teilnehmer jeweils dreimal gegen jeden seiner Gegenspieler antrat. Diese Partien fanden verstreut im ganzen Vereinigten Königreich statt. Am Ende wurde eine Abschlusstabelle erstellt, wobei die beiden Bestplatzierten in einem Endspiel den Turniersieger ausspielten. Jedes Spiel fand im Modus Best of 7 Frames statt. Die Angabe der Spiel-Reihenfolge folgt der alphabetischen Auflistung der Datenbank CueTracker.

### Gruppenphase
| Pos. | Spieler      | Partien | S | N | Frames | Diff. |
| ---- | ------------ | ------- | - | - | ------ | ----- |
| 1    | John Spencer | 9       | 6 | 3 | 28:21  | +7    |
| 2    | Alex Higgins | 9       | 5 | 4 | 29:22  | +7    |
| 3    | John Pulman  | 9       | 4 | 5 | 25:29  | −4    |
| 4    | Ray Reardon  | 9       | 3 | 6 | 21:31  | −10   |

| Spiel | Spieler 1    | Ergebnis | Spieler 2    |
| ----- | ------------ | -------- | ------------ |
| 1     | Alex Higgins | 04:04    | John Spencer |
| 2     | Alex Higgins | 14:14    | Ray Reardon  |
| 3     | Alex Higgins | 14:14    | Ray Reardon  |
| 4     | Alex Higgins | 14:14    | John Pulman  |
| 5     | Alex Higgins | 34:34    | John Pulman  |
| 6     | John Pulman  | 34:34    | Ray Reardon  |
| 7     | John Pulman  | 34:34    | Ray Reardon  |
| 8     | John Pulman  | 34:34    | Alex Higgins |
| 9     | John Pulman  | 04:04    | Ray Reardon  |

| Spiel | Spieler 1    | Ergebnis | Spieler 2    |
| ----- | ------------ | -------- | ------------ |
| 10    | Ray Reardon  | 24:24    | John Spencer |
| 11    | Ray Reardon  | 24:24    | John Spencer |
| 12    | Ray Reardon  | 34:34    | Alex Higgins |
| 13    | John Spencer | 04:04    | John Pulman  |
| 14    | John Spencer | 14:14    | Ray Reardon  |
| 15    | John Spencer | 14:14    | Alex Higgins |
| 16    | John Spencer | 24:24    | John Pulman  |
| 17    | John Spencer | 24:24    | Alex Higgins |
| 18    | John Spencer | 34:34    | John Pulman  |

### Finale
Auch wenn das Teilnehmerfeld diesmal enger beisammen war als bei den bisherigen Ausgaben, konnte sich John Spencer erneut den ersten Platz der Abschlusstabelle sichern. Im Finale leistete ihm Alex Higgins Gesellschaft, der sich Platz 2 erspielt hatte. Higgins prägte den Spielbeginn und führte bereits mit 1:3, doch Spencer gelang es, das Spiel zu drehen, und gewann noch mit 4:3.
| Finale: Best of 7 Frames unbekannt, unbekannt, Vereinigtes Königreich, Frühjahr 1972 |                |              |
| John Spencer                                                                         | 4:3            | Alex Higgins |
| 42:62, 42:74, 69:40, 28:76, 95:16, 98:16, 69:66                                      |                |              |
| –                                                                                    | Höchstes Break | –            |
| –                                                                                    | Century-Breaks | –            |
| –                                                                                    | 50+-Breaks     | –            |

## Century Breaks
Im Verlauf des Turnieres gelang den beiden Finalisten jeweils ein Century Break:
- Alex Higgins: 102
- John Spencer: 101